# Конажиці (Великопольське воєводство)
Конажиці (пол. Konarzyce) — село в Польщі, у гміні Ксьонж-Велькопольський Сьремського повіту Великопольського воєводства.
Населення — 328 осіб (2011).
У 1975-1998 роках село належало до Познанського воєводства.

## Демографія
Демографічна структура станом на 31 березня 2011 року:
|          | Загалом | Допрацездатний вік | Працездатний вік | Постпрацездатний вік |
| -------- | ------- | ------------------ | ---------------- | -------------------- |
| Чоловіки | 170     | 52                 | 101              | 17                   |
| Жінки    | 158     | 32                 | 93               | 33                   |
| Разом    | 328     | 84                 | 194              | 50                   |